# Golpe Borghese
Il golpe Borghese (citato anche come golpe dei forestali o golpe dell'Immacolata, anche notte di Tora Tora, in ricordo dell'attacco giapponese a Pearl Harbor del 7 dicembre 1941) fu un tentato colpo di Stato avvenuto in Italia durante la notte tra il 7 e l'8 dicembre 1970 e organizzato da Junio Valerio Borghese, fondatore del Fronte Nazionale, in collaborazione con Avanguardia Nazionale. Il golpe fu annullato dallo stesso Borghese mentre era in corso di esecuzione, per motivi mai chiariti.
Per evitare l'arresto, Borghese si rifugiò in Spagna dove rimase fino alla morte, avvenuta a Cadice il 26 agosto 1974, senza mai più rientrare in Italia benché l'ordine di cattura spiccato nei suoi confronti dalla magistratura italiana fosse stato revocato nel 1973. Il processo per il tentato golpe, dopo una condanna in primo grado di numerosi congiurati il 14 luglio 1978, vide la sentenza d'appello del 27 novembre 1984 mandare tutti gli imputati assolti. Il 25 marzo 1986 la Cassazione confermò l'assoluzione.

## Ricostruzione dei fatti secondo la Commissione parlamentare d'inchiesta (XIII legislatura)
Lo svolgersi sufficientemente esauriente dei fatti accaduti può essere desunto dalle relazioni della «Commissione parlamentare d'inchiesta sul terrorismo in Italia e sulle cause della mancata individuazione dei responsabili delle stragi», oggi pubbliche con l'esclusione dei documenti riservati e anonimi, come deliberato dalla stessa nella seduta del 22 marzo 2001.
L'inchiesta giudiziaria promossa dal Servizio informazioni difesa (SID) nel 1971, infatti, giunse alla magistratura depurata di importanti informazioni da parte del Ministro della Difesa dell'epoca, Giulio Andreotti. Le contraddittorie sentenze giudiziarie per il tentato golpe, quindi, non poterono tener conto di tali informazioni. Dopo una condanna in primo grado di numerosi congiurati il 14 luglio 1978, infatti, la sentenza d'appello del 27 novembre 1984 mandò tutti gli imputati assolti, tranne alcuni per reati minori. Il 25 marzo 1986 la Cassazione confermò l'assoluzione.
Successivamente emersero ulteriori informazioni e documenti e furono svolte numerose audizioni da parte della Commissione parlamentare per l'accertamento dei fatti. Secondo la Commissione parlamentare: «è estremamente probabile che anche gli esiti giudiziari della vicenda sarebbero stati diversi se intense e molteplici non fossero state le condotte di occultamento della verità anche da parte degli apparati».
Tutto ciò con la premessa che la stessa relazione della Commissione d'inchiesta non vada letta come una sorta di maxi-sentenza definitiva, ma soltanto come la formulazione di un giudizio storico-politico globale. Come ogni analisi storico-politica, quindi, essa potrà comunque essere soggetta a integrazioni e mutamenti.

### Il progetto e i piani
Il golpe era stato progettato sin dal 1969 da Junio Valerio Borghese sotto la sigla Fronte Nazionale in stretto collegamento con Ordine Nuovo e Avanguardia Nazionale. Il 4 luglio 1970 era stata costituita una "Giunta nazionale". Borghese era in precedenza conosciuto per essere stato il comandante della X Flottiglia MAS fin dal 1º maggio 1943 e dopo l'8 settembre 1943 con il proprio reparto aveva aderito alla Repubblica Sociale Italiana.
Il Fronte Nazionale aveva costituito gruppi clandestini armati e aveva stretto relazioni con settori delle Forze Armate. In accordo con diversi vertici militari e membri dei Ministeri, il piano prevedeva l'intervento di gruppi armati su diversi obiettivi di alta importanza strategica: l'occupazione del Ministero dell'Interno, del Ministero della difesa, delle sedi Rai e dei mezzi di telecomunicazione (radio e telefoni) e la deportazione degli oppositori presenti nel Parlamento.
Tutto questo sarebbe stato accompagnato da un proclama ufficiale alla nazione, che Borghese stesso avrebbe letto dagli studi occupati della Rai e il cui testo fu rinvenuto tra gli effetti personali di Borghese:
(Testo del proclama)
Insieme al proclama fu sequestrato tra le carte di Borghese anche il futuro programma di governo in cui vi si confermava una ferma lealtà atlantica e il piano per l'attuazione di un "patto mediterraneo" con Spagna, Portogallo e Grecia (paesi all'epoca governati da regimi autoritari), l'apertura di relazioni diplomatiche con la Rhodesia e il Sudafrica e la richiesta di ingenti prestiti nei confronti del Presidente degli Stati Uniti per far fronte alla crisi economica nel paese in cambio dell'invio di truppe italiane nella guerra del Vietnam e nel Sud-Est asiatico.

### La mobilitazione degli insorti
Il piano cominciò a essere attuato nella notte tra il 7 e l'8 dicembre 1970, con il concentramento a Roma di diverse centinaia di congiurati. Alcuni militanti di Avanguardia Nazionale, comandati da Stefano Delle Chiaie e con la complicità di funzionari, entrarono nel Palazzo del Ministero dell'interno ed ebbe inizio la distribuzione ai cospiratori di armi e munizioni sottratte all'armeria del ministero.
Un secondo gruppo di militanti si riunì in una palestra di via Eleniana, per attendere la consegna delle armi, che avrebbe dovuto avvenire per ordine del tenente dei paracadutisti Sandro Saccucci e a opera del generale Ugo Ricci. Tra le persone radunate, in parte già in armi, vi erano anche ufficiali dei carabinieri. Lo stesso Saccucci (che avrebbe dovuto assumere il comando del SID) diresse personalmente un altro gruppo di congiurati, con il compito di arrestare uomini politici.
Il generale dell'Aeronautica militare italiana Giuseppe Casero (tessera P2 n. 488, Roma) e il colonnello Giuseppe Lo Vecchio (tessera P2 n. 514, Roma) presero posizione al Ministero della Difesa, mentre un gruppo armato del Corpo Forestale dello Stato, di 187 uomini, guidato dal maggiore Luciano Berti, partito nella notte dalla Scuola Forestale di Cittaducale (Rieti), si appostò sulla Via Olimpica non lontano dalle sedi televisive della Rai.
Licio Gelli, futuro maestro venerabile della loggia massonica P2 avrebbe avuto il ruolo di consegnare la persona del Presidente della Repubblica Giuseppe Saragat in mano al Fronte Nazionale, avvantaggiato in ciò dai rapporti diretti con il gen. Vito Miceli (tessera P2 n. 491, Roma) che davano a Gelli libero accesso al Quirinale. Nella relazione della Commissione Anselmi sulla loggia massonica P2 si legge che all'epoca dei fatti al Gelli, iniziato alla massoneria nel 1965, pur non facendo ancora parte del vertice del Grande Oriente d'Italia, già erano stati affidati importanti incarichi dal Gran maestro dell'istituzione, che gestiva «in modo del tutto personale, sia per la portata delle questioni affidate alla sua gestione, sia per la posizione affatto speciale che gli viene attribuita».
In Lombardia, il maggiore dell'esercito Amos Spiazzi, mosse con il suo reparto verso i sobborghi di Milano, con l'obiettivo di occupare Sesto San Giovanni. L'ordine, come riferito da Spiazzi, sarebbe stato impartito per radio, attraverso i codici del piano di mobilitazione. La mobilitazione del reparto di Spiazzi non è da confondersi col golpe: essa faceva parte della "legittima" "esigenza triangolo", tesa a reprimere il golpe, non a favorirlo.
Altre fonti, acquisite dalla Commissione parlamentare, indicherebbero che la mobilitazione ebbe luogo anche a Venezia, davanti al comando della Marina militare, a Verona, in Toscana e Umbria (dove i militanti erano stati dotati ciascuno di un'arma lunga e di una corta e gli obiettivi assegnati), a Reggio Calabria, ove avrebbe dovuto aver luogo la distribuzione di divise dei Carabinieri.

### L'annullamento improvviso e la scoperta
Il golpe era in fase di avanzata esecuzione quando improvvisamente, quella stessa notte, alle ore 01:49, Borghese stesso ne ordinò l'immediato annullamento, con le medesime modalità dell’ordine, almeno secondo quanto riferito da Spiazzi. Ne sono tuttora ignote le ragioni, perché Borghese rifiutò di spiegarle persino ai suoi più fidati collaboratori. L'effetto pratico più eclatante fu che i circa 200 mitra sottratti dall'armeria del Viminale dovettero essere rimessi al loro posto, tranne uno definitivamente trafugato.
La Commissione parlamentare d’inchiesta formula in proposito alcune ipotesi: «La prima suppone che all'ultimo momento solidarietà promesse o sperate sarebbero venute meno, determinando in Borghese il convincimento che il tentativo insurrezionale diveniva a quel punto velleitario e senza possibilità di successo. Sicché lo stesso fu rapidamente abbandonato, fidando nella probabile impunità assicurata dalle "coperture", che poi puntualmente scattarono. Una seconda lettura più articolata ipotizzerebbe invece in Borghese o nei suoi inspiratori l'intenzione, sin dall'origine, di non portare a termine il tentativo insurrezionale. Quest'ultimo anche nella sua iniziale attivazione sarebbe stato concepito soltanto come un grave messaggio ammonitore inviato ad amici e nemici, all'interno e all'esterno, con finalità dichiaratamente stabilizzanti».
Nella relazione finale, peraltro, si specifica che agli atti della Commissione è presente una dichiarazione secondo cui, a parere di Fabio De Felice (definito “a Gelli molto vicino”): «Il contrordine..., sarebbe giunto proprio da Gelli, essendo venuta meno la disponibilità dell'Arma dei carabinieri e non essendo stato assicurato l'appoggio finale degli USA; De Felice, poi, aveva aggiunto che la mobilitazione non aveva una reale possibilità di riuscita e il fantasma di una svolta autoritaria era stato utilizzato da Licio Gelli come una sorta d'arma di ricatto. Queste indicazioni hanno trovato conferma nelle dichiarazioni di Andrea Brogi, il quale riferisce informazioni provenienti da Augusto Cauchi, del quale risultano i diretti rapporti con Gelli. Un parziale riscontro, poi, è rappresentato dalle dichiarazioni di Enzo Generali, già aderente al MSI e ad Ordine Nuovo, nonché amico del principe Borghese».

## Le indagini e i processi

### La prima inchiesta del 1971

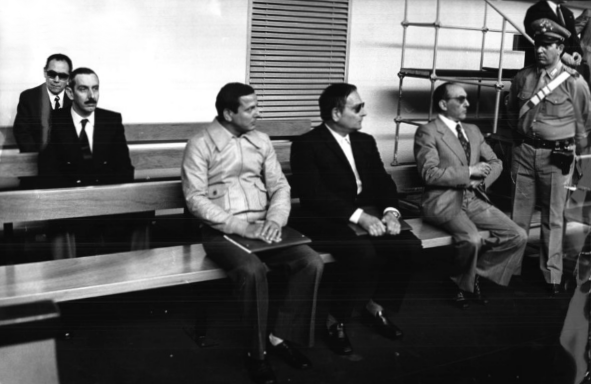
Alcuni imputati durante il processo per il golpe Borghese. Il secondo da sinistra è Amos Spiazzi

Gli italiani vennero a conoscenza della vicenda solo il 17 marzo 1971, dalle pagine dell'edizione pomeridiana del quotidiano Paese Sera che titolò "Piano eversivo contro la repubblica, scoperto piano di estrema destra".
A seguito della notizia, il Ministro degli Interni, Franco Restivo, in un discorso alla Camera dei deputati, confermò pubblicamente il tentativo di colpo di Stato organizzato nel dicembre 1970.
Il 18 marzo il sostituto procuratore di Roma Claudio Vitalone firmò sei mandati di arresto con l'accusa di usurpazione dei poteri dello stato e cospirazione per il costruttore edile Remo Orlandini, Mario Rosa, Sandro Saccucci, Giuseppe Lo Vecchio, l'affarista Giovanni De Rosa e Junio Valerio Borghese, il quale però si rese irreperibile fuggendo in Spagna, allora soggetta al dittatore Francisco Franco.
Vito Miceli, Direttore del SID (Servizio Informazioni Difesa), era subentrato nel 1970 a Eugenio Henke che aveva assunto importanti incarichi militari; fino ad allora Miceli aveva diretto il SIOS esercito e, probabilmente, da lunga data aveva sentore del golpe Borghese. Fatto sta che i golpisti, opportunamente messi sull'avviso, poterono desistere dall'occupazione del Viminale senza patirne conseguenze.
Nella prima inchiesta giudiziaria del 1971, Miceli mantenne costantemente un atteggiamento reticente, negando sia la concreta rilevanza dell'azione di Borghese, sia la complicità degli apparati di sicurezza. Formalmente ne aveva avuto notizia dal suo subordinato (Ufficio «D») Gasca Queirazza, il quale fu invitato dal Miceli a non immischiarsi, posto che sarebbe intervenuto personalmente. Tuttavia lui stesso, in un colloquio con il capo di stato maggiore della Difesa, era incorso in un'involontaria confessione della sua ampia conoscenza del piano.
Le indagini svolte successivamente dal SID furono mantenute strettamente circoscritte all'ambito del servizio, salvo una scarna informativa all'ufficio politico della questura di Roma.
La Procura della Repubblica di Roma dispose l'archiviazione dell'indagine del 1971 per mancanza di prove. Tra il 1971 e il 1974 si tentò di avallare nell'opinione pubblica italiana il convincimento che si fosse trattato dell'"operazione grottesca di un manipolo di vegliardi".

### La seconda inchiesta del 1972
Una seconda inchiesta del 1972, condotta da Gian Adelio Maletti e Antonio Labruna (Ufficio «D» del SID), appurò una solida intesa tra Borghese, Miceli e Orlandini e persino la singolare circostanza che un armatore di Civitavecchia avesse messo a disposizione i propri mercantili per trasportare nelle Isole Lipari le persone catturate dai golpisti. Una parte da protagonista sarebbe stata svolta dal dirigente della Selenia Hugh Fenwick, che secondo Orlandini avrebbe funto da ufficiale di collegamento tra Borghese e Nixon, posto che il presidente USA fosse stato propenso a sostenere l'azione eversiva in parola. L'intera "inchiesta Maletti" sul golpe Borghese, tuttavia, scaturiva per lo più dalle dichiarazioni di Orlandini, senza dare informazioni sull'eventuale conoscenza che autonomamente il SID aveva acquisito su tutta la questione.
Tale inchiesta fu recepita in un dossier del servizio informazioni difesa redatto dal generale Gian Adelio Maletti e dal colonnello Sandro Romagnoli. Nel dossier erano descritti il piano e gli obiettivi del tentato colpo di Stato, portando alla luce nuove informazioni che coinvolgevano anche Licio Gelli e la massoneria deviata.
L'informativa Labruna-Maletti venne poi trasmessa dal Ministro della Difesa Giulio Andreotti alla procura della Repubblica di Roma il 15 settembre 1974, opportunamente censurata. Il rapporto era quindi pervenuto alla Procura della Repubblica di Roma depurato delle suddette informazioni. Interrogato al riguardo dalla magistratura, Andreotti dichiarò di aver ritenuto di dover tagliare alcune parti del dossier e di non renderle pubbliche, in quanto tali informazioni erano «inessenziali» per il processo in corso e, anzi, avrebbero potuto risultare «inutilmente nocive» per i personaggi ivi citati poiché non c'erano prove certe.
Effettivamente la procura della Repubblica di Roma riaprì l'istruttoria e spiccò nuovi arresti formulando ulteriori accuse ma, con ordinanza del giudice istruttore capitolino Filippo Fiore, si statuì che il generale Vito Miceli «non era partecipe delle cose criminose» e se ne declassava l'apporto al rango di favoreggiamento.
In seguito, nel 1991, il giudice Guido Salvini, nell'ambito di un diverso procedimento, acquisirà dall'ex capitano Antonio Labruna (che lavorava per il Reparto D del SID), alcune registrazioni di interrogatori effettuati nel 1974 dal colonnello Romagnoli nei confronti di Torquato Nicoli e Maurizio Degli Innocenti (esponenti del Fronte Nazionale di Borghese). Emergerà solo allora che tra i nominativi espunti figurava anche l'ammiraglio Giovanni Torrisi, successivamente Capo di stato maggiore della Difesa tra il 1980 e il 1981, i nominativi e la compartecipazione di Licio Gelli, che si sarebbe dovuto occupare del rapimento del Presidente della Repubblica Giuseppe Saragat, di alcuni appartenenti alla P2 e quelli di alcuni esponenti di Cosa Nostra. Si fa presente che i nominativi dei generali Maletti e Miceli, così come l'ammiraglio Giovanni Torrisi e il capitano del SID Antonio Labruna erano tutti inseriti nell'elenco degli appartenenti alla Loggia Massonica P2, scoperta il 17 marzo 1981 nella villa di Licio Gelli a Castiglion Fibocchi.
Il 30 dicembre 1974 intervenne la Corte di Cassazione, unificando e trasferendo a Roma le coeve indagini dei giudici di Torino e di Padova concernenti l'organizzazione segreta La Rosa dei Venti che sostanzialmente riguardava un tentativo eversivo successivo al cosiddetto "golpe dell'Immacolata", benché vi fosse la comunanza di alcuni nomi (Amos Spiazzi, Vito Miceli). Ne conseguì che l'inchiesta sul gruppo veneto si arenò nel gran calderone del golpe Borghese.
In ogni caso, nel 1975, il pubblico ministero Claudio Vitalone nell'esprimere le conclusioni della sua requisitoria non era in possesso delle informazioni depennate dal Ministro della Difesa dal dossier Maletti-Romagnoli e nemmeno i giudici della Corte poterono tenerne conto.

### Il processo di primo grado
Il 30 maggio 1977 cominciò il processo per il golpe a 48 imputati. Anche Remo Orlandini dichiarò che la notte dell'8 dicembre, dopo l'avvio dell'operazione, ricevette una telefonata da Borghese il quale gli ordinava di rientrare, ma il motivo del contrordine era sconosciuto.
Il 14 luglio 1978 la Corte d'assise di Roma inflisse 46 condanne da due a dieci anni di carcere per costituzione di associazione sovversiva finalizzata alla cospirazione contro i poteri dello Stato, ma assolvendo gli imputati dall'accusa di insurrezione armata. Le condanne più alte furono inflitte al costruttore Orlandini (dieci anni) e al maggiore Mario Rosa (otto). Tra gli altri condannatiː il deputato del Movimento Sociale Italiano ed ex paracadutista Sandro Saccucci (quattro anni) e il colonnello Amos Spiazzi (cinque anni). Ad Orlandini, Rosa, Stefano Delle Chiaie e Spiazzi fu comminata anche la pena accessoria dell'interdizione perpetua dai pubblici uffici; a Sandro Saccucci l'interdizione per cinque anni. L'ex capo del SID generale Vito Miceli fu assolto dall'accusa di favoreggiamento, perché "il fatto non sussiste"
Subito dopo la sentenza di primo grado il settimanale OP, diretto da Mino Pecorelli (tessera P2 n. 235, Roma) diffuse la notizia che solo una
parte delle informazioni (da Pecorelli definita giornalisticamente "malloppino") fosse stata effettivamente posta a disposizione degli inquirenti e che quelle concernenti il coinvolgimento di alti ufficiali delle Forze Armate e dello stesso Servizio di informazione, con riferimenti a Licio Gelli (cosiddetto "malloppone"), erano state in realtà
in larga parte soppresse. Pecorelli, peraltro, non poté essere chiamato a riferire ai giudici d'appello perché il 20 marzo 1979 fu ucciso a pochi passi dalla redazione del suo giornale, da killer rimasti tuttora ignoti.

### Il giudizio di appello
Il giudizio d'appello per il fallito golpe si concluse in Corte d'assise, il 27 novembre 1984, con l'assoluzione con la formula "perché il fatto non sussiste" dei 46 imputati già condannati in primo grado dall'accusa di cospirazione politica indipendentemente dalle ammissioni di taluni di essi. La sentenza, riformando completamente la precedente decisione, dispose l'assoluzione motivando - tra l'altro - come segueː «se è pur vero che la cospirazione politica mediante associazione va considerata reato di pericolo, ed anzi, di pericolo indiretto, sembra ragionevole ritenere che per la concreta realizzazione della fattispecie delittuosa, sia indispensabile, quanto meno, che il pactum criminis intervenuto fra i congiurati e la societas sceleris dai medesimi creata abbiano un'effettiva potenzialità lesiva dei beni che la norma incriminatrice intende salvaguardare: non è possibile, infatti, specialmente nell'attuale clima di garantismo liberaldemocratico che si vogliano sanzionate con pene pesanti come quelle dianzi indicate mere farneticazioni da gerontocomio o da circolo dopolavoristico, o pure e semplici corbellerie da retrobottega di farmacia di provincia, sicuramente insuscettibili di qualsiasi pratico sviluppo operativo».
I giudici, per il resto ridussero a una pena compresa tra un anno e otto mesi e un anno e quattro mesi le condanne che erano state inflitte per il reato di detenzione e porto di arma da fuoco ad Alfredo Dacci, Ignazio Cricchio, Franco Montani e Giampaolo Porta Casucci, tutti provenienti dall'inchiesta sulla "Rosa dei Venti".

### Il giudizio finale della Cassazione nel 1986
La Suprema Corte confermò, il 25 marzo 1986, la sentenza di secondo grado, ribadendo l'insussistenza della cospirazione politica e confermando le condanne per i reati minori. Tale provvedimento della Corte di Cassazione, ormai definitivo e irrevocabile, consentì agli imputati assolti o condannati a pene minori di potersi avvalere, anche per il futuro, dell'articolo 649 del codice di procedura penale, il quale stabilisce che nessuno può essere processato più volte «per il medesimo fatto». Ogni elemento emerso successivamente a tale sentenza, quindi, avrebbe inciso soltanto a titolo di eventuale condanna morale o storica, essendo ormai inefficace sotto il profilo processuale (nei confronti dei vari Borghese, Saccucci, Delle Chiaie, Spiazzi, Orlandini, ecc.).

## Altri elementi non acquisiti in sede processuale o emersi dopo la sentenza definitiva

### Il Golpe Borghese nella relazione della Commissione P2
Una volta rinvenuti gli elenchi di Castiglion Fibocchi relativi a 962 appartenenti alla loggia massonica P2, s'insediò un'apposita Commissione parlamentare d'inchiesta, le cui conclusioni furono riassunte nella relazione della Presidente Tina Anselmi, in data 11 luglio 1984. Già allora la Commissione Anselmi rilevò: «aspetti sicuramente documentati che suffragano l'ipotesi prospettata della collusione esistente tra esponenti della loggia con questa situazione eversiva (il golpe Borghese, n.d.r.), tale da consentire una valutazione attendibile del rilievo concreto che tali contatti ebbero a rivestire».
Oltre ai soggetti allora incriminati per il golpe, inclusi nella lista di Castiglion Fibocchi, la Commissione segnalò tra gli altri come appartenenti alla massoneria, anche se non alla P2, Sandro Saccucci, Salvatore Drago e il generale Duilio Fanali. La Commissione ritenne che lo stesso Remo Orlandini appartenesse alla P2, pur non risultando nelle liste rinvenute.
La Commissione Anselmi focalizzò in particolare il ruolo ricoperto da Licio Gelli e Vito Miceli (tessera P2 n. 491, Roma) durante e dopo il golpe. Per quanto riguarda Gelli: «Alcune deposizioni di appartenenti agli ambienti dell'eversione nera consentono di indirizzare l'attenzione direttamente su Licio Gelli in relazione al contrordine operativo che paralizzò l'azione insurrezionale. Si hanno infatti testimonianze secondo le quali il Venerabile era ritenuto elemento determinante nel contrordine: tale il convincimento di Fabio De Felice, il quale ne fece parte ad un giovane adepto, Paolo Aleandri, che poi provvide a mettere in contatto con Licio Gelli. ... in tale veste l'Aleandri ebbe numerosi incontri con Licio Gelli, che si sarebbe prodigato per «alleggerire» la posizione processuale degli imputati. Le deposizioni dell'Aleandri - che trovano conferma in quelle di altri ... hanno il pregio di fornire la prova del contatto diretto tra Licio Gelli e quegli ambienti, aggiungendo un riscontro preciso alle considerazioni generali già espresse. È stato altresì testimoniato che Licio Gelli teneva il contatto con ufficiali dei carabinieri, e certo è che tra i congiurati era diffusa l'opinione che ambienti militari sostenevano o quanto meno tolleravano l'operazione».
Per quanto riguarda Miceli: «Interessante è rilevare come sia accertata l'esistenza di contatti tra il generale Miceli, allora nella sua veste di capo del SIOS, Orlandini e Borghese, contatti da far risalire al 1969. Tali eventi si accompagnano significativamente alla sua nomina al vertice dei Servizi, che il Gelli si vantò, come sappiamo, di aver favorito e che precede di poco il tentativo insurrezionale guidato dal principe nero. Contatti aveva altresì il generale Miceli con Lino Salvini (all'epoca Gran Maestro del Grande Oriente d'Italia). Questi dati, unitariamente considerati, vanno letti in parallelo con la successiva inerzia del generale nei confronti delle indagini sul Fronte Nazionale, condotte dal Reparto D guidato dal generale Maletti. Con questi il Miceli entrò poi in contrasto, avendo richiesto lo scioglimento del nucleo operativo facente capo al capitano Labruna».
Inoltre: «Il Venerabile impegnato a venire in soccorso degli imputati, [...] si muove significativamente in perfetta sintonia con la documentata inerzia del Direttore del SID (Miceli, n.d.r.). Il minimo che si possa dire è che questi non sembra aver seguito con particolare accanimento le indagini sul Fronte Nazionale, pur avendo avuto contatti diretti con i suoi massimi dirigenti».
In conclusione la Commissione riteneva che «Questo contrordine rappresenta per noi molto più che un banale disguido attuativo, quale sembra a prima vista, perché in realtà si cela in esso la chiave di lettura politica di tutta l’operazione. Una operazione che nella mente di chi stava dietro le quinte mirava più all’effetto politico che il golpe tentato poteva provocare in termini di reazione presso l’opinione pubblica e la classe politica, che non al reale conseguimento di una conquista del potere. ... il colpo di Stato tentato e non consumato, esperì comunque i suoi sperati effetti politici alternativi: in altri termini se il piano operativamente fallì, politicamente per qualcuno fu un successo perché pose sul tappeto come possibile realtà l’ipotesi che in Italia esistevano forze ed ambienti pronti ad un simile passo».

### Dichiarazioni di alcuni collaboratori di giustizia negli anni novanta
Successivamente al passaggio in giudicato della sentenza sono emersi altri elementi ormai utili soltanto a far luce sulla verità storica dei fatti ma non a titolo processuale nei confronti di coloro che avevano ottenuto il giudizio definitivo della Corte di Cassazione, oltre agli elementi già citati, acquisiti nel 1991 dal giudice Guido Salvini.
Secondo quanto riportato nell'Ordinanza-sentenza del medesimo giudice istruttore Guido Salvini nei confronti di Nico Azzi ed altri (1995), in alcuni interrogatori del 1974 Nicoli e Degli Innocenti avrebbero rivelato la presenza a Roma, nella notte tra il 7 e l'8 dicembre 1970, di alcuni esponenti siciliani di cosa nostra che avrebbero avuto il compito di uccidere il capo della Polizia Angelo Vicari.
Tommaso Buscetta e Luciano Liggio, pur motivati da intenti diversi furono i primi a parlare di un coinvolgimento di Cosa Nostra nella fase preparatoria del tentativo golpistico di Junio Valerio Borghese. Il contatto tra la mafia e Borghese sarebbe avvenuto attraverso esponenti di alcune logge massoniche.
Il coinvolgimento dell'organizzazione mafiosa venne confermato dallo stesso Buscetta e dall'altro collaboratore di giustizia Antonino Calderone, i quali rievocarono la vicenda nel corso del processo Andreotti (1995-1996). Nel corso dell'audizione alla Commissione antimafia della XI legislatura, svoltasi il 16 novembre 1992, Buscetta ha fornito particolari inediti sulla vicenda. Egli ha dichiarato infatti che nel 1970 Luciano Liggio, Gaetano Badalamenti e Stefano Bontate erano interessati a creare in Sicilia un «clima di tensione» che avrebbe dovuto favorire un colpo di Stato.
Buscetta e Salvatore Greco (affiliato ad una delle logge palermitane ubicate in via Roma 391), che all'epoca si trovavano negli Stati Uniti, furono informati del progetto di Borghese dai boss Giuseppe Calderone e Giuseppe Di Cristina, ed invitati a tornare rapidamente in Italia per discuterne insieme. Giunti a Catania, parteciparono ad alcune riunioni preliminari alla presenza di Luciano Liggio (all'epoca latitante), Calderone e Di Cristina. Successivamente questi ultimi due s'incontrarono a Roma con Junio Valerio Borghese, al fine di stabilire quella che sarebbe stata la contropartita di Cosa Nostra in cambio del suo intervento in Sicilia a fianco dei golpisti. Borghese promise l'aggiustamento di alcuni processi, in particolare quelli di Liggio, Riina e Natale Rimi.
Altra importante riunione si svolse a Milano, con la partecipazione di esponenti di Cosa Nostra del livello di Stefano Bontate, Badalamenti, Calderone, Di Cristina, Buscetta e Caruso. Nel corso della riunione Cosa Nostra decise l'adesione al progettato colpo di Stato. Buscetta tornò quindi negli Stati Uniti, dove, il 25 agosto 1970, appena giunto, fu arrestato. Nel corso della medesima audizione, Buscetta indicò nel colonnello Russo dei carabinieri il nominativo della persona incaricata di trarre in arresto il prefetto di Palermo. Specificò inoltre che i boss mafiosi non conoscevano personalmente Borghese. Di Cristina e Calderone sarebbero stati infatti contattati da alcuni appartenenti alla massoneria che spiegarono loro cosa Borghese avesse in animo di fare, con la richiesta a Cosa Nostra di una preliminare adesione. Seguì poi un incontro presso la sede di una loggia massonica e si pervenne ad una prima intesa di massima.
Di "certi passaggi del golpe Borghese, (...) in cui sicuramente era coinvolta la mafia siciliana" parlò anche Giovanni Falcone dinanzi alla Commissione antimafia nel 1988.
Anche la 'Ndrangheta avrebbe avuto un ruolo nel golpe: secondo quanto dichiarato nel 1992 dal collaboratore di giustizia Giacomo Lauro nell'estate del 1970 avvenne un incontro a Reggio Calabria tra i capibastone dei De Stefano Paolo e Giorgio e il principe Borghese attraverso l'avvocato Paolo Romeo ('ndranghetista ed esponente di Avanguardia Nazionale) per discutere sul colpo di Stato. Secondo la testimonianza dell'ex estremista nero Vincenzo Vinciguerra, l'organizzazione criminale avrebbe messo in azione 4 000 uomini per il colpo di Stato.

### Il ruolo degli USA

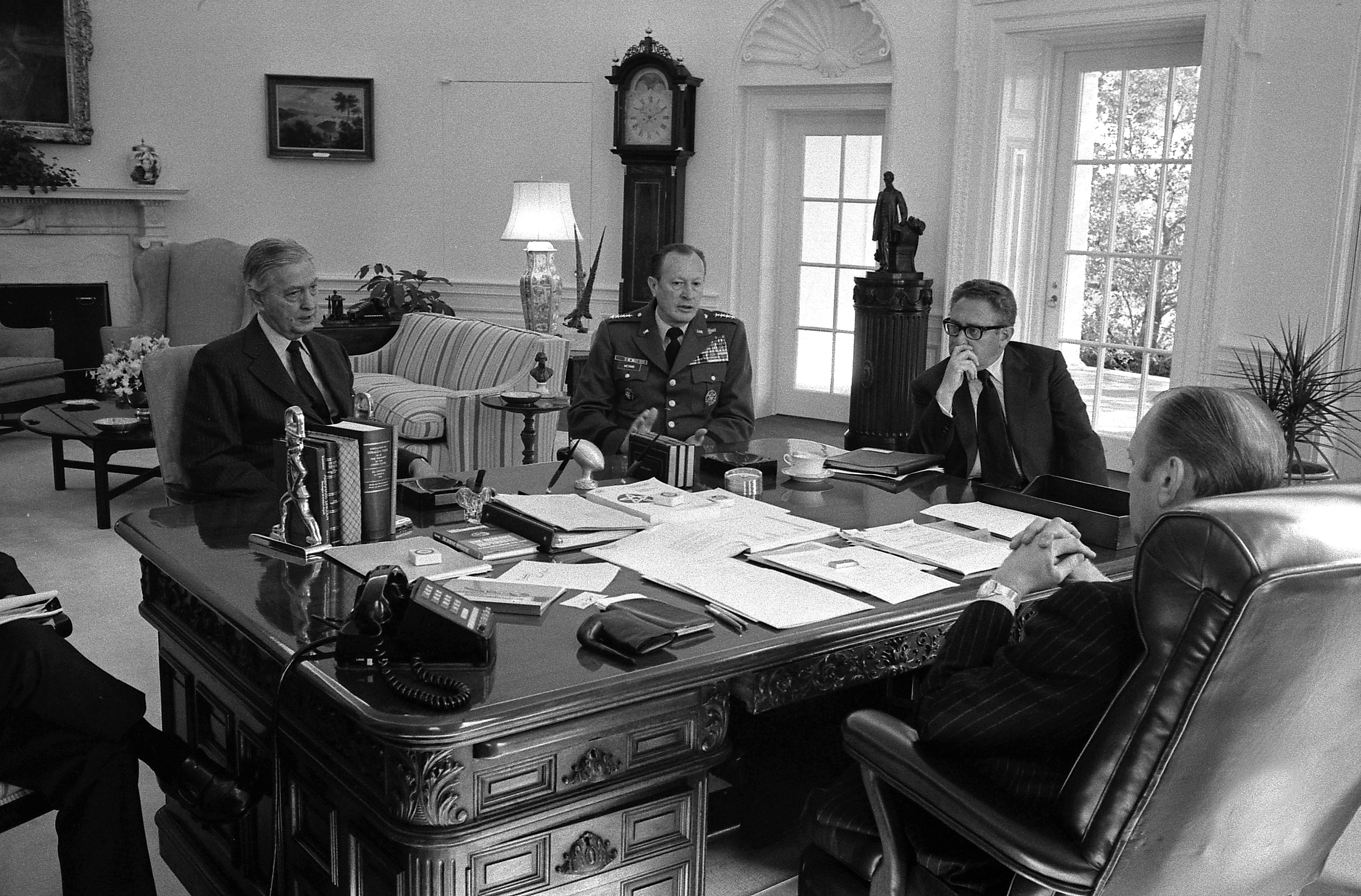
1975. Graham Martin nella stanza ovale con Gerald Ford, Brent Scowcroft, Frederick Weyand e Henry Kissinger

Alcuni documenti desecretati a partire dagli anni 1990 avrebbero fatto emergere altri elementi integrativi dei fatti. Nel 2004 si è scoperto che il piano di Borghese era noto al governo degli Stati Uniti d'America.
Già il 7 agosto 1970, l'ambasciatore statunitense a Roma, Graham Martin, aveva inviato un rapporto al Dipartimento di Stato su una conversazione intercorsa con un uomo d'affari che si ritiene essere Hugh Hammond Fenwick. Il dirigente della Selenia era stato avvicinato da Adriano Monti, agente dell'Organizzazione Gehlen, di estrazione neo-nazista. Il ruolo di Adriano Monti, all'interno della "Giunta nazionale", sarebbe stato invece quello di fare da "mediatore" per accertare il gradimento o meno del golpe in ambienti esteri. Questi — delineato per sommi capi il progetto del golpe — aveva cercato di sondare l'atteggiamento che l'amministrazione statunitense avrebbe assunto nei confronti degli insorgenti.

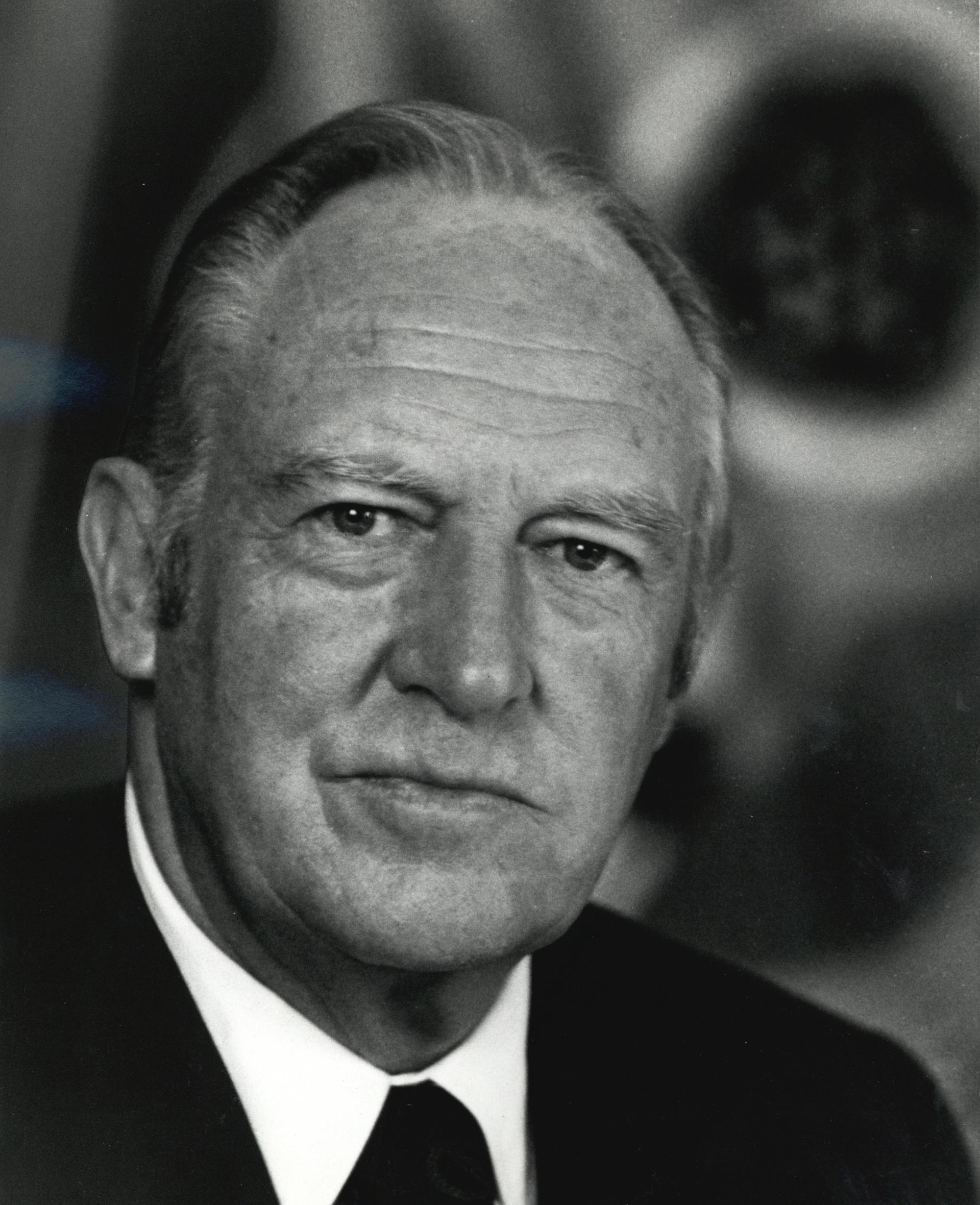
Il Segretario di Stato Rogers nel 1969

Nella relazione dell'ambasciatore Martin, si ricordava come il dibattito interno al Dipartimento di Stato sull'opportunità di sovvertire l'assetto politico italiano durasse da molto tempo, ma l'affaire Borghese aveva recentemente conferito drammatica attualità a quella che poteva parere una pura esercitazione speculativa di analisti.
In particolare, Miceli (direttore SIOS pro tempore) aveva incontrato l'addetto militare presso l'ambasciata americana, James Clavio, sottoponendo a questo consigliere diplomatico il nastro di una registrazione in cui un presunto uomo politico italiano (ignoto) faceva oscuramente riferimento a un "colpo militare" che poteva svolgersi "intorno a ferragosto". Questa discutibile prova era asseverata dal fatto che — a detta di Miceli — vari ufficiali italiani avrebbero ricevuto lettere, esortanti all'insurrezione; una successiva indagine del Miceli stesso avrebbe individuato Borghese quale autore delle missive.
Il Segretario di Stato USA del tempo, William Rogers, replicò a Martin manifestando dubbi sulle probabilità di riuscita del complotto, ma anche commentando parti del dossier Martin tuttora non esaminabili. Il Segretario di Stato concludeva chiedendo al diplomatico se fosse il caso di avvisare Saragat o il presidente Emilio Colombo.
L'ambasciatore faceva seguito a stretto giro, riferendo al suo superiore di aver invitato l'ammiraglio Henke ad approfondire le sue conoscenze su Borghese e sul Fronte Nazionale. Henke aveva prontamente interessato il Capo dello stato maggiore Difesa, Enzo Marchesi, e il ministro della difesa in carica, Tanassi: poiché quest'ultimo era vicinissimo al suo compagno di partito (PSDI) Saragat, Rogers riteneva superflua ogni ulteriore iniziativa in proposito.
Nel 1971, dopo che la trama Borghese era stata resa nota dall'articolo di Paese Sera, Martin scrisse nuovamente al Dipartimento di Stato, sposando la tesi del "golpe dei pensionati".
Risulterebbe quindi la conoscenza da parte del governo USA delle intenzioni del principe Junio Valerio, mentre permangono dubbi sul livello di partecipazione.
Un rapporto dei servizi segreti italiani, allegato ai lavori della commissione parlamentare d'inchiesta sulla P2, afferma che i golpisti erano in contatto con membri della NATO, tanto che quattro navi NATO erano in allerta a Malta.

## Speculazioni successive

### Ipotesi varie

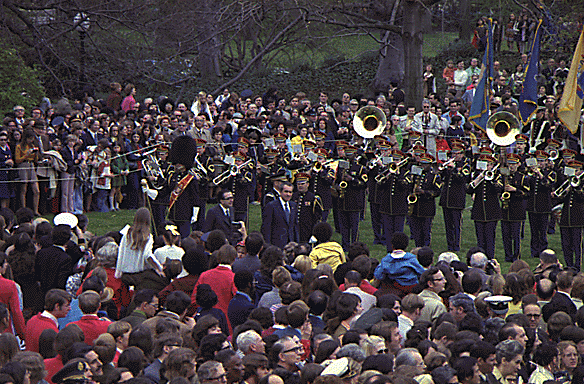
Nixon e Andreotti nel 1973 in una cerimonia pubblica

Come esposto in narrativa, il golpe era in fase di avanzata esecuzione quando improvvisamente, alle ore 01:49 dell'8 dicembre, Borghese stesso ne ordinò l'immediato annullamento. Le motivazioni di Borghese per questo improvviso ordine a poche ore dall'attuazione effettiva del piano non sono mai chiaramente emerse. Secondo la testimonianza di Amos Spiazzi, il golpe sarebbe stato in realtà fittizio: sarebbe stato ideato come pretesto per consentire al governo democristiano di emanare leggi speciali e poi immediatamente represso dalle forze governative tramite un piano di emergenza chiamato Esigenza Triangolo.
Su chi sia stato l’autore della telefonata ultimativa a Borghese vi sarebbero due principali tesi. La prima indica in Licio Gelli l’autore della telefonata: l'avrebbe fatta subito dopo essere uscito dal Quirinale, dopo aver abbandonato il progetto di rapimento del Presidente della Repubblica, Giuseppe Saragat. Quasi trent'anni più tardi - come citato in premessa - è emerso come Gelli fosse stato uno dei primi associati al Fronte Nazionale e che al tempo del golpe Borghese migliaia di ufficiali massoni partecipavano a sodalizi eversivi.
La seconda ritiene che fu il segretario di Giulio Andreotti, Gilberto Bernabei, a bloccare il Golpe per conto dello stesso Andreotti che seguiva da lontano l'evolversi della situazione. In una puntata del programma La storia siamo noi condotta da Giovanni Minoli e trasmessa dalla Rai nel 2010, si è presentata la documentata visione dello stop al golpe come di un ordine proveniente dai servizi americani, che avrebbero dato il loro beneplacito al proseguimento del colpo di mano solo nel caso che al vertice del nuovo assetto politico fosse stato posto Giulio Andreotti il quale avrebbe invece rifiutato. Questa ipotesi, ovviamente, non esclude la precedente, ma piuttosto la integra.
Chiunque sia stato, va evidenziato che avevano linee politiche similari e potrebbe anche essere che abbiano agito congiuntamente. Taluni ritengono acquisita la cooperazione di parte della massoneria italiana nella conduzione del tentato colpo di Stato, segnatamente con la programmata iniziazione di quattrocento ufficiali. In particolare, emersero i nomi di Gavino Matta e Giovanni Ghinazzi, entrambi della "loggia coperta" denominata "comunione di Piazza del Gesù", ed entrambi veterani falangisti della guerra di Spagna, ove oltre Borghese altri congiurati trovarono asilo. Altri congiurati non furono altrettanto fortunati o tempestivi, ma comunque per tutti fu garantito nei fatti un trattamento restrittivo di favore, consistente nella detenzione in agiate cliniche private, a causa di supposte condizioni critiche di salute come ad esempio Sandro Saccucci e Remo Orlandini; quest'ultimo, che aveva da anni rapporti con elementi del SIOS, articolazione dei servizi segreti italiani nell'esercito, ricevette anche, nel luogo ove era trattenuto, la visita di Miceli, che gli promise protezione in cambio del suo silenzio.
È da ritenere che l'ordine di abbandonare il golpe sia conseguenza di un aspro dibattito, negli ambienti reazionari, tra chi auspicava un'immediata soluzione forte (presa materiale del potere), e chi era fautore di una condotta maggiormente politica dell'affare, sia pure eventualmente con qualche accorgimento non del tutto legale.
È stata suggerita una diretta connessione tra il golpe Borghese e l'attività (mai completamente chiarita) della rete Gladio.
Mentre rimane un mistero se il fallito golpe dell'8 dicembre fosse in realtà solo una specie di prova generale per l'azione effettiva, quello che sembra sicuro è che Borghese rappresentava comunque una pedina di un gioco più grande di lui, che gli sarebbe stato programmaticamente tolto di mano al momento previsto, consentendo l'attuazione di una serie di misure di sicurezza analoghe a quelle teorizzate nel più volte citato Piano Solo. Sempre dalla medesima fonte, apprendiamo del ruolo di istigatore che Guido Giannettini avrebbe svolto presso alcuni quadri dell'Arma affinché aderissero alla congiura.

### Le menzioni nel "testamento Borghese"
Nell'ambito di uno studio di consulenza tecnica commissionato ad Aldo Sabino Giannuli e inviato alla commissione stragi relativo al procedimento penale sulla strage di Piazza della Loggia e sul Noto Servizio è emerso un documento, attribuito verosimilmente a Borghese, che parla di altri soggetti coinvolti nella vicenda.
Si tratta di uno scritto di natura apologetica, con cui il vecchio comandante della X MAS tenterebbe di allontanare da sé i sospetti di tradimento che vi erano nell'ambiente dell'estrema destra. Il documento, concepito per un uso strettamente privato, era stato rinvenuto in modo quasi casuale dentro a un mobile già di proprietà di Enrico de Boccard, ex-esponente della RSI, giornalista-scrittore, cofondatore dell'Istituto di studi militari Alberto Pollio e organizzatore, a Roma, il 3 maggio 1965 del Convegno dell'Hotel Parco dei Principi sulla guerra rivoluzionaria, finanziato dallo Stato Maggiore dell'Esercito.
Il "testamento" confermerebbe la tesi dell'apporto fattivo statunitense: James Jesus Angleton si sarebbe adoperato per mettere in contatto Borghese con uomini del Dipartimento di Stato e della NATO. In effetti, quella che Borghese definirebbe "ventennale amicizia" e "vera fraternità" trova riscontro nell'episodio in cui l'americano lo salvò dai partigiani, travestendolo da suo commilitone nel 1945. Il testo contiene inoltre la raccomandazione di affidare subito il governo provvisorio a Giulio Andreotti.
In sintesi secondo quanto presente nel documento il fallimento del golpe sarebbe ascrivibile a una fuga di notizie partita da un ignoto capitano del SIOS, che avrebbe informato il generale Renzo Apollonio, (un sopravvissuto all'eccidio di Cefalonia) che a sua volta ne parlò con il colonnello Giorgio Genovesi, e quest'ultimo ne parlò con Miceli. Ripercorrendo la linea gerarchica (Bernabei e Clavio), alla fine la falla nella segretezza avrebbe indotto Andreotti a impartire il famoso contrordine.

### Le presunte "rivelazioni" di Adriano Monti

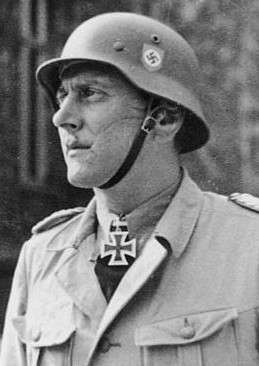
Otto Skorzeny nel 1943.

Il chirurgo e ginecologo reatino Adriano Monti (n. 1930), nell'opera Il golpe Borghese (2013), avrebbe esposto altri presunti retroscena degli avvenimenti. Nel suo libro, Monti ha narrato di essersi arruolato appena quindicenne nelle SS, di aver operato nel secondo dopoguerra nell'ambito della fantomatica Operazione Odessa e come agente della "Rete Gehlen", con falsa identità.
Monti avrebbe partecipato al golpe Borghese arruolato da Remo Orlandini e, al momento convenuto, avrebbe dovuto prendere il controllo del Ministero degli Affari Esteri. In precedenza sarebbe stato in collegamento con l'ambasciata americana attraverso Hugh Hammond Fenwick. Nei primi mesi del 1970, su istruzioni di Borghese e Orlandini, Monti sarebbe volato a Madrid, dove aveva conferito con Otto Skorzeny, un uomo con importanti trascorsi nelle SS, famoso per aver organizzato e condotto la "liberazione" di Benito Mussolini dalla sua "detenzione" a Campo Imperatore, che poi era divenuto una pedina di primo piano della "Rete Gehlen",
Skorzeny, ben introdotto presso la CIA, dichiarò che gli USA non avrebbero obiettato sull'ipotesi golpista, purché l'instauranda giunta militare avesse espresso prontamente una direzione "centro-democratica", conforme ai gusti dell'opinione pubblica e del Congresso statunitensi.
Dopo questo colloquio preliminare Monti — per il tramite di Fenwick — avrebbe ottenuto un incontro con Herbert Klein, all'epoca collaboratore di Kissinger, che dettò le condizioni alle quali il governo USA non avrebbe contrastato l'azione eversiva:
1. dovevano rimanervi estranei civili e militari americani dislocati in basi NATO;[112]
2. dovevano invece prendervi parte tutte e tre le forze armate dell'epoca, con espressa menzione dell'Arma dei Carabinieri;[113]
3. arrivato a buon fine il colpo di Stato, il potere provvisorio doveva essere assunto da un politico DC, che riscuotesse il gradimento americano e si prodigasse a organizzare nuove elezioni politiche entro un anno;
4. tali elezioni, pur essendo in linea di principio "libere", non avrebbero contemplato liste comuniste, né di estrema sinistra, escludendo anche formazioni di analogo orientamento, ancorché "sotto mentite spoglie".[114]

L'incontro era necessario per confermare l'avallo statunitense al golpe, che sarebbe stato dato, a condizione però che fosse assicurato il coinvolgimento di un personaggio politico italiano "di garanzia". In una puntata della trasmissione RAI La Storia siamo noi del 2005, Monti dichiarò che il democristiano designato al descritto ruolo di traghettatore sarebbe stato Andreotti, che sarebbe dovuto diventare una sorta di presidente in pectore del governo post-golpe, pur precisando di ignorare se questi fosse informato e/o favorevole riguardo a un simile disegno.

## Nella cultura di massa
- Al golpe Borghese — e ad altri colpi di stato orchestrati ma mai messi in atto in Italia in quegli anni — si allude anche nei film All'onorevole piacciono le donne di Lucio Fulci e Il generale dorme in piedi di Francesco Massaro, entrambi del 1972.
- Una caricatura del tentativo di golpe viene fatta nel 1973 da Mario Monicelli con il suo film Vogliamo i colonnelli, nel quale si prefigura un colpo di Stato da attuare in emulazione dell'omologo fatto greco, e con l'appoggio del servizio segreto greco. Tra i personaggi compare, durante le varie fasi del tentativo un ardito ma fuori dal tempo colonnello reduce della seconda guerra mondiale e un generale dell'aeronautica completamente svanito (nei panni equivalenti al ruolo di Borghese), oltre a un gruppo di congiurati da operetta. Velati richiami al golpe Borghese sono presenti anche nella pellicola d'impronta drammatica La polizia ringrazia di Stefano Vanzina, uscita nel 1972 ed anche nel poliziottesco La polizia accusa: il Servizio Segreto uccide del 1975 diretto da Sergio Martino.
- Un riferimento al tentativo di golpe è presente nella canzone Scusa Mary di Rino Gaetano presente nell'ultimo album del cantante, E io ci sto, del 1980.
- Nella canzone Sabbiature degli Elio e le Storie Tese, eseguita al concerto del primo maggio del 1991, si fa riferimento alla vicenda.
- Nel film I primi della lista (2011) di Roan Johnson, i tre protagonisti per un equivoco credono che il golpe Borghese si sia verificato con successo.
- Nella miniserie televisiva Non ci resta che il crimine - La serie (2023), prodotta da SKY Italia, spin-off del ciclo omonimo di film, alcuni episodi sono dedicati al Golpe, narrando di un futuro alternativo e distopico in cui il regime militare dura anni e si consolida.